# Santa Ana Nopalucan
Santa Ana Nopalucan är en kommun i Mexiko.   Den ligger i delstaten Tlaxcala, i den sydöstra delen av landet, 80 km öster om huvudstaden Mexico City.